# 디나 (성경 인물)
창세기에 따르면, 디나(/ˈdaɪnə/; 히브리어: דִּינָה‎, 현대 히브리어: Dīna, 티베리아 히브리어: Dīnā, 'judged'; 'vindicated')는 레아와 야곱의 일곱 번째 자녀이자 유일하게 이름이 언급된 딸이다. 가나안 또는 히위족의 왕자 세겜에 의해 그녀가 강간당하고, 이어 오빠들인 시므온과 레위가 복수하는 사건은 흔히 디나의 강간으로 불리며, 창세기 34장에 기록되어 있다.

## 창세기에서
디나는 창세기 30장 21절에 처음 언급되며, 레아가 야곱에게 아들 여섯을 낳은 후 얻은 딸이다. 창세기 34장에서 디나는 그의 백성이 진을 치고 그의 아버지 야곱이 그의 장막을 친 땅을 산 곳인 세겜의 여인들을 보러 나갔다. 그때 세겜(그 땅의 왕자 하몰의 아들)이 그녀를 취하여 강간하였는데, 이 본문을 정확히 어떻게 번역하고 이해해야 하는지에 대해서는 학자들 사이에 논란이 있다.
세겜은 아버지에게 자신에게 디나를 아내로 달라고 요청했다. 하몰이 야곱에게 와서 아들을 위해 디나를 요청했다. "우리와 결혼을 하십시오. 우리에게 딸을 주고 우리의 딸을 당신들을 위해 취하십시오. 당신들은 우리와 함께 살 것입니다. 그리고 그 땅은 당신들에게 열릴 것입니다." 세겜은 야곱과 그의 아들들에게 그들이 정하는 어떠한 신부 값이라도 제공하겠다고 했다. 그러나 "야곱의 아들들은 그의 누이 디나를 더럽혔기 때문에 세겜과 그의 아버지 하몰에게 속임수로 대답했습니다." 그들은 성읍 남자들이 할례에 동의한다면 제안을 받아들이겠다고 말했다.
그래서 세겜 사람들은 속임을 당하고 할례를 받았다. 사흘째 되는 날, 그들이 아플 때, 야곱과 레아의 두 아들 시므온과 레위가 군대를 이끌고 칼로 하몰과 그의 아들 세겜을 포함한 모든 남자를 학살하고 세겜의 집에서 디나를 풀어주고 여자들과 보물을 훔쳤다.
"그때 야곱이 시므온과 레위에게 이르되 너희가 나로 하여금 땅의 주민들 곧 가나안 사람과 브리스 사람들에게 미움을 사게 하였다. 내 수가 적은데, 그들이 나를 거슬러 모여 나를 공격하면 나와 내 집이 멸망할 것이다. 그러나 그들이 말하기를 '우리의 누이를 창녀처럼 대해야 합니까?'라고 했다."(창세기 34:31)

### 성경에 디나가 마지막으로 언급된 부분
야곱의 가족이 이집트로 내려갈 준비를 할 때, 창세기에는 함께 내려간 가족 70명의 명단이 나와 있다(창세기 46:8–27). 디나는 15절에 구체적으로 명시되어 있다("이들은 레아의 아들들로서 그녀가 파단아람에서 야곱에게 낳은 자들이며 그의 딸 디나이다."). 다비드 로젠펠드는 "이것이 전부입니다. 토라는 그녀의 남은 생애 동안 무슨 일이 일어났는지, 결혼하여 가정을 이루었는지에 대해 아무것도 말하지 않습니다."라고 말한다.
사료 비판 학자들은 창세기가 서로 다른 가치와 관심사를 가진 별개의 문학적 가닥을 결합하고 있으며, 통일된 설명으로서 기원전 첫 천년기를 앞서지 않는다고 추측한다. 그들은 창세기 34장 자체 내에서 두 층의 서사를 제안한다. 곧 시므온과 레위에게만 세겜 살해를 돌리는 옛 기록과, 야곱의 모든 아들이 관련된 후대 추가(27~29절)이다. 커쉬는 이 서사가 강간을 묘사하는 야휘스트 서술자와 유혹을 묘사하는 엘로힘 문서 화자를 결합하고 있다고 주장한다.
반면, 또 다른 비평학자인 알렉산더 로페는 초기 저자들이 강간 그 자체를 더럽히는 것으로 간주하지 않았을 것이며, 디나를 "더럽혔다"고 묘사하는 동사는 나중에 추가되었다고 가정한다(성경의 다른 곳에서는 기혼 또는 약혼한 여성만이 강간에 의해 "더럽혀진다"). 대신 그는 그러한 묘사가 우상숭배적인 이방인이 불순하다는 "늦은, 유배 후의 개념을 반영하며 그들과의 족외혼 및 성관계를 금지하는 것을 지지한다"고 말한다. 따라서 그러한 민족 순수성에 대한 관심은 사마리아인 반대 논쟁에 마찬가지로 몰두했던 기원전 5세기 또는 4세기의 예루살렘에서 회복된 유대인 공동체의 후기 날짜를 나타내야 한다. 로페의 분석에 따르면 "더럽힘"은 강간이 아니라 인종 간 성관계를 의미한다.

## 랍비 문헌에서
미드라시 문헌은 랍비들이 제시한 성경 해석의 일련을 포함하고 있다. 그것은 디나 이야기의 추가적인 가설들을 제공하며, 그녀의 자녀, 즉 세겜에게서 얻은 딸인 오스낫과 나중 사건 및 인물들과의 연관성 같은 질문에 대한 답을 제안한다.
한 미드라시는 디나가 레아의 자궁에서 남자로 잉태되었으나 라헬보다 하녀들(빌하와 실바)이 더 많은 이스라엘 지파와 관련될까 봐 기적적으로 여자로 변했다고 말한다.
다른 미드라시는 디나의 불행에 야곱이 연루되었다고 암시한다. 그는 에서를 만나러 갈 때, 에서가 그녀와 결혼하기를 원할까 봐 디나를 상자에 가두었는데, 하느님은 그를 이 말씀으로 책망하셨다. "네가 딸을 제때 시집보냈더라면 그녀는 죄에 유혹되지 않았을 것이며, 더욱이 그녀의 남편에게 유익한 영향을 미쳤을 것이다." 그녀의 오빠 시므온은 그녀를 위한 남편을 찾아주겠다고 약속했지만, 그녀는 자신의 불명예 이후 아무도 그녀를 아내로 맞이하지 않을까 두려워 세겜을 떠나고 싶어 하지 않았다. 그러나 그녀는 나중에 욥과 결혼했다. 그녀가 죽자 시므온은 가나안 땅에 그녀를 장사지냈다. 따라서 그녀는 "가나안 여자"(창세기 46:10)로 불린다. 요셉의 아내 아스낫(ib.)은 세겜에게서 얻은 그녀의 딸이었다.
히에로니무스와 같은 초기 기독교 주석가들은 디나가 세겜 여인들을 보러 나간 것에 대해 일부 책임을 돌린다. 이 이야기는 사적인 영역에 머무는 상대적 안전성과 비교하여 공공 영역에서 여성에게 닥칠 위험을 보여주는 데 사용되었다.

### 시므온과 레위
아버지 야곱은 임종 때 시므온과 레위의 "분노"를 저주한다(창세기 49).

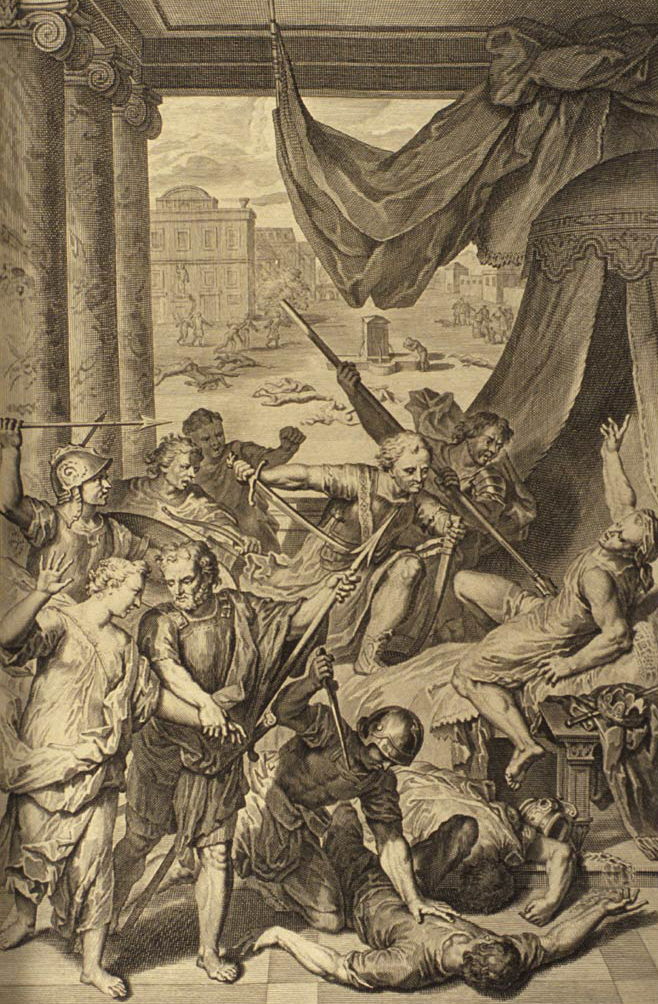
제라르 호트: "시므온과 레위가 세겜 사람들을 죽이다"

한 미드라시는 야곱이 나중에 이스라엘 땅에서 그들의 몫을 나누어 그들의 불같은 성미를 억제하려 했고, 둘 다 자신의 땅을 갖지 못했다고 전한다. 따라서 세겜에게서 얻은 디나의 아들은 시므온의 자손으로 간주되어 이스라엘에서 땅의 몫을 받았으며, 디나 자신은 야곱과 아들들과 함께 이집트로 내려간 사람들 중에 언급된 "가나안 여인"이다(창세기 46:10).
히브리어 성경에서 레위 지파는 이스라엘 전역에 퍼져 있는 몇몇 도피성읍을 받았으며, 생계는 이스라엘 자손들이 그들에게 주는 제사장 선물에 의존했다.
중세 랍비 문헌에서는 세겜과 하몰뿐만 아니라 모든 마을 사람들을 죽인 것을 정당화하려는 노력이 있었다. 마이모니데스는 마을 사람들이 범죄 사법 시스템을 확립하라는 일곱 번째 노아의 율법(데님)을 지키지 않았기 때문에 살해가 이해할 만하다고 주장했다. 그러나 나흐마니데스는 이에 동의하지 않았는데, 그는 일곱 번째 율법을 사형으로 처벌할 수 없는 긍정 명령으로 보았기 때문이다. 대신 나흐마니데스는 마을 사람들이 우상숭배나 성적 부도덕과 같은 다른 노아의 율법을 위반했을 것이라고 말했다. 나중에 마하랄은 이 문제를 죄가 아니라 전쟁으로 재구성했다. 즉, 시므온과 레위는 디나의 강간에 대한 복수 또는 응징 행위로서 군사 작전을 수행한 범위 내에서 합법적으로 행동했다고 주장했다.

### 이집트로의 여행
토라는 야곱 가족 중 이집트로 함께 내려간 70명의 명단을 기록하고 있다(창세기 46:8–27). 시므온의 자녀 중에는 "가나안 여인의 아들 사울"(10절)이 포함되어 있다. 중세 프랑스 랍비 라시는 이 사울이 세겜에게서 얻은 디나의 아들이라고 가설을 세웠다. 그는 형제들이 세겜과 그의 아버지를 포함한 도시의 모든 남자를 죽인 후, 디나가 시므온이 그녀와 결혼하는 것에 동의하고 그녀의 수치를 제거하지 않는 한 궁전을 떠나기를 거부했다고 제안한다(나흐마니데스에 따르면, 그녀는 그의 집에서만 살았고 그와 성관계를 갖지 않았다). 따라서 사울은 시므온의 자손으로 간주되며, 여호수아 시대에 이스라엘 땅의 몫을 받았다. 이집트에 있는 이스라엘 가족 이름 목록은 출애굽기 6:14–25에도 반복된다 ("가나안 여인의 아들 사울", 15절 포함).

## 외경 문헌에서
외경인 욥의 증언에서 디나는 욥의 첫 번째 아내('시티도스'로 불림)가 죽은 후 욥의 두 번째 아내였다고 한다.

## 문화에서

### 흑인 여성성의 상징

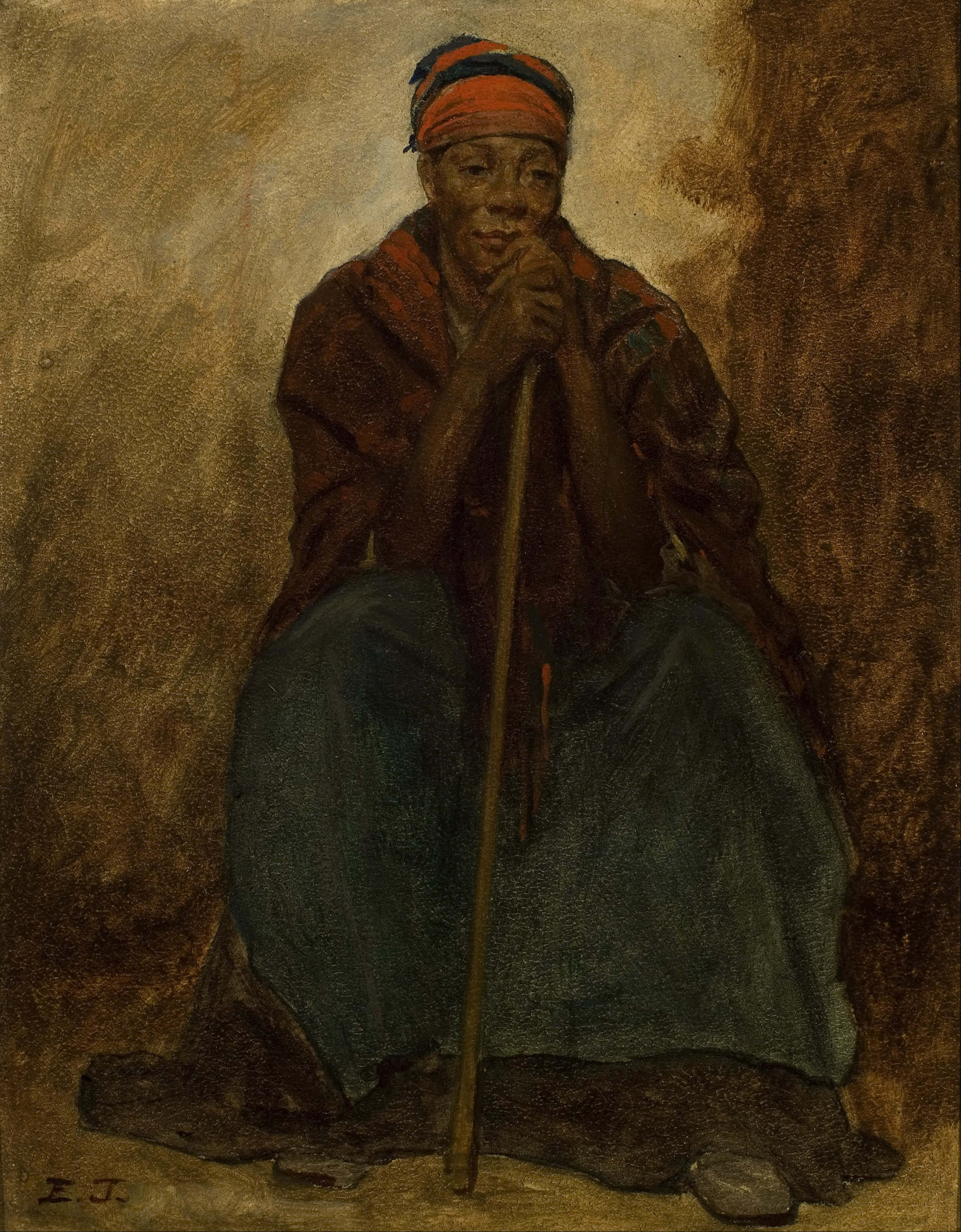
이스트먼 존슨 작 디나, 흑인 여성 초상

19세기 미국, "디나"는 노예 상태의 아프리카 여성에 대한 일반적인 이름이 되었다. 1850년 뉴욕에서 열린 여성 인권 대회에서 소저너 트루스의 연설이 뉴욕 헤럴드에 보도되었는데, 신문은 "디나"라는 이름을 사용하여 트루스로 대표되는 흑인 여성성을 상징했다.
성별과 인종이 인간의 공통된 권리 속에 함께 섞여 있는 대회에서, 디나와 버리, 그리고 루크레티아, 프레더릭 더글러스(원문 그대로)는 모두 영적으로 하나의 인종과 성별이며, 완벽한 상호성에 기반하고 있다. 분명 디나는 여성의 권리에 대해 잘 알고 있었으며, 모국 아프리카의 열정과 향취를 가지고 투표권, 공직 취임권, 의학과 법률 실습권, 그리고 하느님이 만드신 지상에서 가장 훌륭한 백인 남자와 함께 바지를 입을 권리를 주장했다.

남북 전쟁 당시 테네시 농장의 노예였던 리지 맥클라우드는 연방 병사들이 모든 노예 여성을 "디나"라고 불렀다고 회상했다. 연방군이 도착했을 때의 두려움을 묘사하며 그녀는 말했다. "우리는 너무 무서워서 집 아래로 도망쳤는데, 양키들이 '디나, 나와라'라고 불렀어요(아무도 우리를 디나라고 부르지 않았어요). 그들은 '디나, 우리는 너를 해방시키고 속박에서 벗어나게 하려고 싸우고 있다'고 말했어요." 1865년 전쟁이 끝난 후 뉴욕 타임스는 새로 해방된 노예들이 자유를 효과적으로 사용할 도덕적 가치가 있음을 증명해야 한다고 촉구했으며, 남녀 전 노예를 대표하는 이름으로 "삼보"와 "디나"를 사용했다. "삼보, 너는 자유롭지만 일해야 한다. 아, 디나! 미덕을 지켜라!"
이후 디나라는 이름은 인형과 흑인 여성의 다른 이미지에도 사용되었다.

### 문학에서
아니타 디아만트의 소설 붉은 장막은 성경 속 디나의 가상 자서전이다. 디아만트의 버전에서 디나는 가나안 왕자 살렘과 사랑에 빠져 결혼 준비를 위해 그와 잠자리를 함께 한다. 야곱의 아들 시므온과 레위는 디나가 진실을 말했음에도 불구하고 자신의 번영에 대한 두려움 때문에 야곱과 세겜 왕의 남자들 사이에 불화를 일으킨다.
디나의 삶에 대한 소설화된 기록은 린 레이드 뱅크스의 단편 소설 모음집 사라와 그 후에 포함된 이야기 중 하나이다.

## 추가 자료
- 슈뢰더, 조이 A. 디나의 애가: 기독교 해석에서 성폭력의 성경적 유산. 미니애폴리스: 포트레스, 2007. ISBN 978-0800638436
- 세메쉬, 야엘 (2007년 8월). “강간은 강간이다: 디나와 세겜 이야기 (창세기 34장)”. 《Zeitschrift für die Alttestamentliche Wissenschaft》 119 (1): 2–21. doi:10.1515/ZAW.2007.002. ISSN 0044-2526. S2CID 170947440.